# DAR-21突擊步槍
大宇XK8，又稱：DAR-21，是一款由大韓民國大宇精密工業研製及生產的犢牛式突擊步槍。此槍是專門為大韓民國國軍研製，旨在取代過時的K2突擊步槍。可是由於他們只對大宇K11感興趣，XK8並沒有作大規模生產。此槍在設計上有著強烈的人體工學，類似於以色列的TAR-21。

## 歷史
大韓民國防衛廳國防發展局（ADD）於2000年4月開始了新的步兵武器系統研究。在研究過程當中，他們觀察了美軍正在測試的新武器（XM29 OICW及XM8），並認為仿效美國人的現代化步兵武器裝備是必要的。因此，大韓民國國軍下令研製一種類似於XM29 OICW的系統或一種具現代化設計的犢牛式突擊步槍以增加步兵的戰鬥能力。
最後，大宇精密工業按照大韓民國國軍的需求開發出這種步槍，並命名為“XK8”，新槍更曾於2003年在阿布扎比的國防展覽展出。然而，由於大韓民國國軍只對後來研製的大宇K11感興趣，導致該項目就這樣地被取消了，此槍亦沒有作大規模生產。

## 設計
此槍相當於韓國的XM8，這亦解釋了其X字的由來（X = 實驗用武器）。XK8全槍採用了犢牛式結構，發射5.56×45毫米北約彈，彈匣與K2、K1及M16等步槍完全通用，槍栓則與G36及AR-18類似。其機匣上附有皮卡汀尼導軌，以便於安裝瞄準鏡及雷射瞄準裝置。在裝有3倍光学瞄准镜、雷射瞄準器和空彈匣下全槍重3.8公斤。快慢機具單發、三發點放及全自動三種模式可供選擇，在全自動模式時此槍會以約每分鐘800發的理論射速進行射擊。

## 另見
- K2
- K1
- M16
- TAR-21
- CR-21
- SAR 21
- XM8
- XM25
- XM29 OICW
- K11
- QTS-11